# From the Factory
From the Factory is een ep van de Amsterdamse electro rockband MeloManics, uitgebracht in 2003. 

## Songs
1. Mr Red Tie - 3:32 (Joosten/Olgers/Schuurman)
2. Formula Onel - 4:14 (Joosten/Olgers/Schuurman)
3. Could You Be Loved - 3:33 (Joosten/Olgers/Schuurman)
4. Fashion - 4:22 (Joosten/Olgers/Schuurman)